# Campionato francese di rugby a 15 femminile
Il campionato francese di rugby a 15 femminile, attualmente noto come Élite 1 (dal 2015 al 2018 noto come Top 8), è il massimo campionato nazionale francese di rugby a 15 femminile.
Creato nel 1972, il torneo fu sotto l'egida dell'Association française de rugby féminin e poi della FFRF (Federazione francese di rugby femminile). Dal 1989 è organizzato della Federazione di rugby francese.
Come nel torneo maschile, la società di maggior successo in Francia è Tolosa in particolare Toulouse Fémina Sports con 9 titoli, segue Montpellier con otto vittorie.

## Formula del torneo
Il campionato si svolge in due fasi: una cosiddetta fase regolare, a cui partecipano tutte le squadre, e una fase finale a eliminazione diretta. Dal 2015 al 2018, chiamato Top 8 a rappresentare il numero di squadre, dal 2018, il campionato passa da un singolo girone a due gironi per un totale di 16 club. Gli 8 migliori club sono qualificati per la fase finale e le ultime due squadre sono retrocesse in Elite 2 alla fine del campionato.

### Sistema di punteggio
Per ogni incontro il punteggio è così determinato:
- Quattro punti per la squadra che vinca l'incontro;
- Due punti ciascuno in caso di parità;
- Un punto per la squadra che perda l'incontro con meno di 8 punti di svantaggio;
- Zero punti per la squadra che perda l'incontro con 8 o più punti di svantaggio.

È previsto, inoltre, un punto supplementare da assegnarsi alla squadra, indipendentemente dal risultato, che nel corso dell'incontro realizzi almeno quattro mete.
Tale sistema prevede che per ogni incontro venga attribuito da un minimo di 4 punti (nel caso ipotetico di vittoria con più di otto punti di scarto, o di pareggio, in entrambi i casi senza che alcuna delle due squadre realizzi almeno quattro mete) a un massimo di 7 punti (nel caso ipotetico di vittoria con meno di otto punti di scarto in cui entrambe le squadre abbiano realizzato almeno quattro mete ciascuna: in questo caso andrebbero 5 punti alla squadra vincitrice e 2 alla squadra sconfitta).

## Albo d'oro
| Stagione    | Vincitrice            | Finalista              |
| Tornei AFRF | Tornei AFRF           | Tornei AFRF            |
| ----------- | --------------------- | ---------------------- |
| 1971-72     | ASVEL                 | Adour                  |
| 1972-73     | Auch                  | Tarbes                 |
| 1973-74     | Violettes bressanes   | Auch                   |
| 1974-75     | Toulouse Fémina Sport | Valence sportif        |
| 1975-76     | Toulouse Fémina Sport | Violettes bressanes    |
| 1976-77     | Toulouse Fémina Sport | Violettes bressanes    |
| 1977-78     | Toulouse Fémina Sport | Auch                   |
| 1978-79     | Toulouse Fémina Sport | Coquelicots de Tournus |
| 1979-80     | Toulouse Fémina Sport | Violettes bressanes    |
| 1980-81     | Violettes bressanes   | Coquelicots de Tournus |
| 1981-82     | Toulouse Fémina Sport | Violettes bressanes    |
| 1982-83     | La Teste              | Violettes bressanes    |
| 1983-84     | Toulouse Fémina Sport | Coquelicots de Tournus |
| 1984-85     | Toulouse Fémina Sport | Violettes bressanes    |
| 1985-86     | La Teste              | Toulouse Fémina Sport  |
| 1986-87     | La Teste              | Coquelicots de Tournus |
| 1987-88     | La Teste              | Violettes bressanes    |
| 1988-89     | Violettes bressanes   | Romagnat               |
| Tornei FFR  |                       |                        |
| 1989-90     | Saint-Orens           | Violettes bressanes    |
| 1990-91     | Chilly-Mazarin        | Saint-Orens            |
| 1991-92     | Pachys d'Herm         | Saint-Orens            |
| 1992-93     | Saint-Orens           | Violettes bressanes    |
| 1993-94     | Romagnat              | Saint-Orens            |
| 1994-95     | Romagnat              | Pachys d'Herm          |
| 1995-96     | Chilly-Mazarin        | Romagnat               |
| 1996-97     | Pachys d'Herm         | Saint-Orens            |
| 1997-98     | Pachys d'Herm         | Romagnat               |
| 1998-99     | Caen                  | Pachys d'Herm          |
| 1999-2000   | Caen                  | Pachys d'Herm          |
| 2000-01     | Pachys d'Herm         | Caen                   |
| 2001-02     | Caen                  | Saint-Orens            |
| 2002-03     | Pachys d'Herm         | Caen                   |
| 2003-04     | Toulouges             | Ovalie caennaise       |
| 2004-05     | Toulouges             | Ovalie caennaise       |
| 2005-06     | Toulouges             | Rennes                 |
| 2006-07     | Montpellier           | Ovalie caennaise       |
| 2007-08     | Toulouges             | Montpellier            |
| 2008-09     | Montpellier           | Toulouges              |
| 2009-10     | Perpignano            | Montpellier            |
| 2010-11     | Perpignano            | Rennes                 |
| 2011-12     | Lons                  | Montpellier            |
| 2012-13     | Montpellier           | RC Villeneuve          |
| 2013-14     | Montpellier           | Bobigny                |
| 2014-15     | Montpellier           | RC Villeneuve          |
| 2015-16     | RC Villeneuve         | Montpellier            |
| 2016-17     | Montpellier           | RC Villeneuve          |
| 2017-18     | Montpellier           | Tolosa                 |
| 2018-19     | Montpellier           | Tolosa                 |
| 2019-20     | non assegnato         | non assegnato          |

### Riepilogo tornei vinti per club
| Club                   | Vittorie | Edizioni |
| ---------------------- | -------- | -------- |
| Toulouse Fémina Sports | 9        |          |
| Montpellier            | 8        |          |
| Perpignano             | 6        |          |
| Pachys d'Herm          | 5        |          |
| La Teste               | 4        |          |
| Violettes bressanes    | 3        |          |
| Caen                   | 3        |          |
| Saint-Orens            | 2        |          |
| Romagnat               | 2        |          |
| Chilly-Mazarin         | 2        |          |
| RC Villeneuve          | 1        |          |
| Auch                   | 1        |          |
| ASVEL                  | 1        |          |
| Lons                   | 1        |          |